# Château de Montreuil-Bonnin
Le château de Montreuil-Bonnin est situé à Montreuil-Bonnin, dans la Vienne (région Nouvelle-Aquitaine).